# Coup d'État de 1929 à Touva

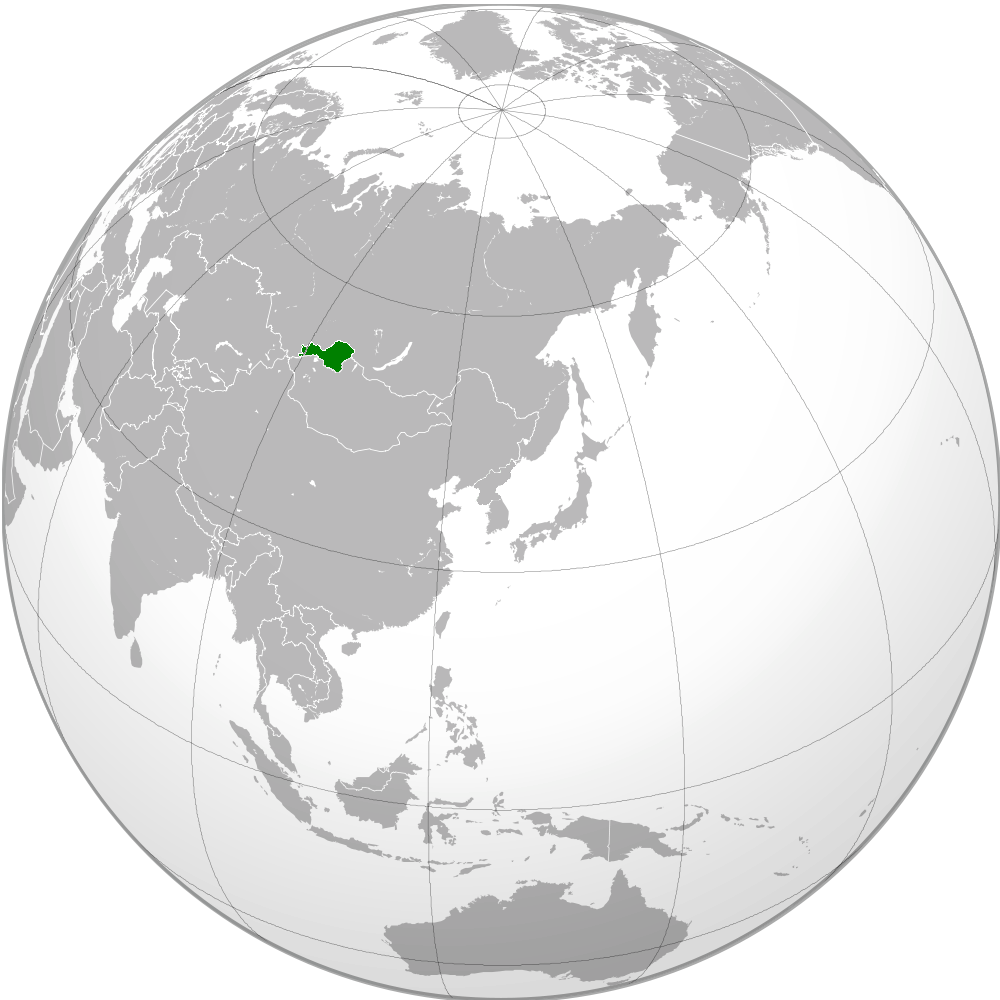
Localisation de Touva (frontières modernes)

Le coup d'État de 1929 à Touva (République populaire touvaine) désigne le renversement du premier ministre Donduk Kuular par cinq jeunes touvains, dont le futur premier ministre Salchak Toka, soutenus par l'Union soviétique. Donduk Kuular menait alors une politique clairement anti-soviétique en tentant d'instituer un régime nationaliste et religieux, allant jusqu'à nommer le bouddhisme tibétain comme religion officielle. Les putschistes annulent les politiques de Donduk et rapprochent leur république de l'Union soviétique. La République populaire touvaine rejoindra finalement l'Union soviétique en 1944.

## Contexte
Touva, aujourd'hui sujet de la fédération de Russie, est territoire chinois depuis la dynastie Yuan jusqu'au soulèvement de Wuchang, lorsque le tsar Nicolas II annexe la région. Un État officiellement indépendant est formé qui, après la révolution russe lors de la guerre civile, est occupée successivement par l'Armée rouge, l'Armée blanche et la république de Chine. Après l'avoir reprise aux Chinois, les Bolcheviks russes fondent Tannou-Touva le 14 août 1921 comme État officiellement indépendant.

## Politique de Donduk

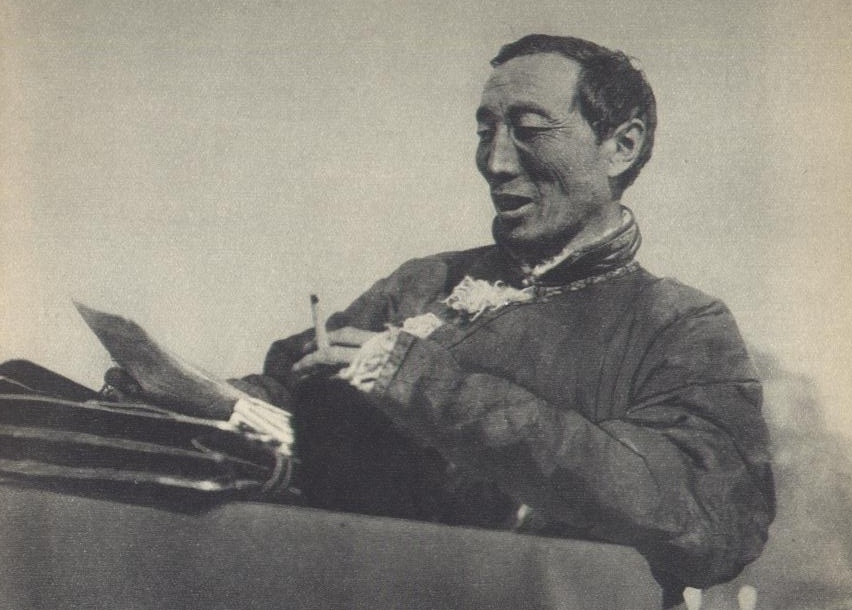
Le premier ministre Donduk Kuular

Tannou-Touva, renommé « République populaire touvaine » quelques années plus tard, est gouvernée par le Parti révolutionnaire populaire touvain. Elle n'est reconnue que par l'Union soviétique (URSS) et la république populaire mongole. La population, d'environ 300 000 personnes à l'époque et largement nomade, adhère principalement au bouddhisme tibétain (lamaïsme) et au tengrisme, et vit dans des conditions féodales.
Officiellement indépendant, le pays (qui souffre de troubles politiques continus et de plusieurs rébellions anti-bolchéviks) est vue à l'étranger comme un pays satellite de l'Union soviétique. Malgré tout, son premier ministre Donduk Kuular, un moine bouddhiste, mène une politique clairement opposée à l'idéologie soviétique, tendant fortement vers une théocratie, en totale opposition à l'athéisme d'État de l'URSS. En 1928, une loi est actée visant à faire du lamaïsme la religion d'État officielle du pays, et à restreindre légalement la production et la distribution de propagande anti-religieuse. Donduk, cherchant à s'opposer à l'influence de Joseph Staline et du parti communiste de l'Union soviétique sur Touva, favorise l'introduction de l'éducation religieuse pour l'ensemble de la jeunesse du pays,.

## Le coup d'État
L'URSS voit d'un mauvais œil la politique menée à Touva. Alors que le gouvernement touvain établit une structure politique dominée par la religion, les soviétiques jettent les bases dun nouveau leadership, basé sur leurs connexions avec la jeunesse touvaine. Parmi les mesures prises, on retrouve la création d'une « Union révolutionnaire de la jeunesse », dont les membres recevaient un entraînement militaire, et l'envoi de plusieurs jeunes touvains à l'Université communiste des travailleurs d'Orient. En janvier 1929, lors de la seconde session plénière du comité central, cinq jeunes formés par Moscou lancent un coup d'état qui est couronné de succès, déposant le premier ministre Donduk et sa faction. Le nouveau gouvernement se lance dans une révolution culturelle, purgeant environ la moitié du Parti révolutionnaire populaire touvain, collectivisant les terres des anciens propriétaires terriens féodaux (et mettant un terme à la « nouvelle politique économique »), persécutant lamas et autres figures religieuses, et détruisant temples et monastères bouddhistes. Donduk lui-même est exécuté en 1932. L'un des fomentateur du coup d'État, Salchak Toka, est plus tard nommé nouveau premier ministre et reste au pouvoir jusqu'en 1973, supervisant finalement l'annexion de la République populaire touvaine par l'URSS en 1944,,.